# نیلس تاپ
نیلس تاپ (انگلیسی: Nils Täpp؛ ۲۷ اکتبر ۱۹۱۷ – ۲۳ اکتبر ۲۰۰۰) اسکی‌باز صحرانوردی اهل سوئد بود.
وی در مسابقات کشوری و بین‌المللی در مجموع برندهٔ ۲ مدال طلا، ۱ مدال برنز شده‌است.